# ميتو أيساكا
ميتو أيساكا (井坂 美都) (مواليد 25 يناير 1976)، هي لاعبة كرة قدم كانت تلعب كمهاجم. ولعبت مع منتخب اليابان لكرة القدم للسيدات.

## وصلات خارجية
- ميتو أيساكا على موقع الاتحاد الدولي (مؤرشف)  (الإنجليزية)
- ميتو أيساكا على موقع قاعدة بيانات كرة القدم.إي يو (الإنجليزية)
- ميتو أيساكا على موقع Soccerway.com (الإنجليزية)
- ميتو أيساكا على موقع عالم كرة القدم.نت (الإنجليزية)